# Bön

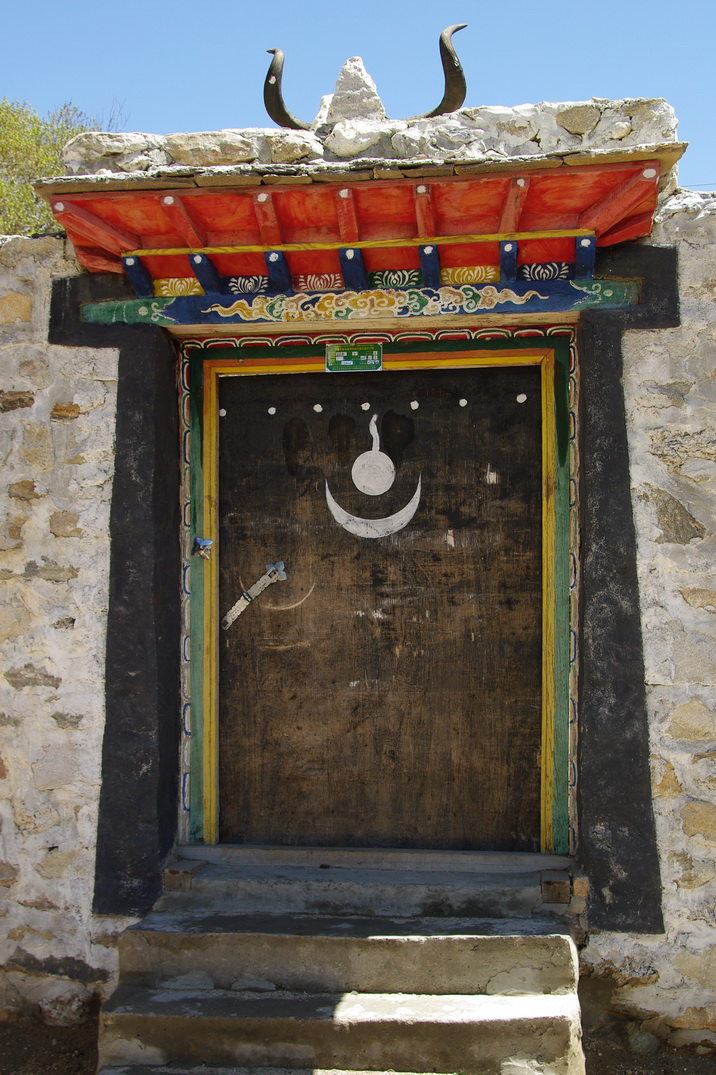
Porta di un edificio tibetano riportante simboli della religione Bön

Bön (tibetano: བོན་) è un'antica religione del Tibet e del Nepal, diffusa anche in alcune aree dell'India, del Bhutan e nelle province cinesi del Sichuan, del Gansu e dello Yunnan. 
Viene solitamente definita come religione legata allo sciamanesimo e all'animismo. Il suo fondatore è considerato Tonpa Shenrab Miwoche, proveniente secondo la tradizione dalla "terra di Olmo Lungring", probabilmente nell'attuale Iran.
Il Bön distingue tre fasi del proprio sviluppo: una orale, di "bon manifesto", in cui sarebbe stata prevalente la prassi dell'estasi oracolare e dei sacrifici, forse anche umani. 
Nella fase successiva, di "bon differente" si officiavano soprattutto culti funerari regali. 
Infine i testi sacri del bon riconoscono una terza fase di "bon trasformato", in cui si ammette l'influsso del pensiero buddhista e di quello induista. Quest'ultima è l'unica fase storicamente accertabile del bon nella forma attuale e risale all'epoca dell'introduzione del buddhismo in Tibet (VII-VIII sec.).
Il Bön ha raggiunto la sua massima diffusione nell'area himalayana e subhimalaiana nel VII secolo dopo Cristo.
Dopo la diffusione del buddhismo in Asia, si è mescolato con quest'ultimo e oggi sopravvive in una serie di rituali e di usanze considerate compatibili con il buddhismo stesso, come ad esempio la pratica del kora.
In Tibet esistono diversi monasteri bön, il maggiore dei quali è il monastero di Menri, fondato nel 1405 da Nyammey Sherab.